# Felső-patak-hegy
A Felső-patak-hegy a Budai-hegység egyik magaslata Budapest közigazgatási határán, a csúcstól délre eső lejtői a II. kerületben, északi-északnyugati lejtői Solymár területén találhatók.
Magassága 312 méter, alapkőzete dolomit, amit hárshegyi homokkő fed. Északnyugati, a Jegenye-völgyre néző oldala meredek, tölgyerdő borítja; a némileg lankásabb déli és délkeleti oldala jobbára fátlan. Az északi részén a hárshegyi homokkőből változatos tömbök és ingókövek alakultak ki.
A hegységen belül a nagyjából északnyugat-délkeleti irányban húzódó Hármashatár-hegyi tömbhöz tartozik, annak egyik legnyugatibb csúcsa; nyugati szomszédja (egyben a hegytömb legnyugatibb magaslata) a Les-hegy, keleti szomszédja a pesthidegkúti Kálvária-hegy. Északi előhegye a Pap-hegy nevet viseli, amelytől a hegy főtömegét az Őz-völgy választja el.
Keleti részén, közvetlenül a városhatár mellett, már solymári területen jelentős kiterjedésű dolomitbánya alakult ki, amely a méreteiből ítélve akár több évtizeden át használatban lehetett; a 2010-es évek elején már megindult a rekultivációja.